# Eleccions al Parlament del Regne Unit de 1983
Les eleccions al Parlament del Regne Unit de 1983 es van celebrar el 9 de juny de 1983.
El Partit Conservador, dirigit per Margaret Thatcher, va obtenir la victòria electoral més àmplia des de la victòria laborista el 1945.
El Partit Laborista va perdre més de 50 diputats i el seu líder Michael Foot va dimitir.
L'Aliança SD-Liberals (que després s'unirien en el partit Liberal Demòcrata) va obtenir el doble d'escons, consolidant-se com la tercera força política del país.

## Resultats
| Partit                               | Líder             | Vot popular | %     | Escons | Canvi (de 1983) |
| Partit Conservador                   | Margaret Thatcher | 13.012.316  | 42,3% | 397    | +37             |
| Partit Laborista                     | Michael Foot      | 8.456.934   | 27,6% | 209    | -51             |
| Aliança SD-Liberals                  | David Steel       | 7.780.949   | 25,4% | 23     | +14             |
| Partit Nacional Escocès              | Alex Salmond      | 331.975     | 1,1%  | 2      |                 |
| Partit Unionista de l'Ulster         | James Molyneaux   | 259.952     | 0,8%  | 11     | +2              |
| Social Democratic and Labour Party   | John Hume         | 137.012     | 0,5%  | 1      | -1              |
| Plaid Cymru                          | Dafydd Wigley     | 125.309     | 0,4%  | 2      |                 |
| Partit Unionista Democràtic          | Ian Paisley       | 152.749     | 0,5%  | 3      | +1              |
| Sinn Féin                            | Gerry Adams       | 102.701     | 0,3%  | 1      | +1              |
| Partit Popular Unionista de l'Ulster | James Kildefer    | 22.871      | 0,1%  | 1      | +1              |
| Partit Ecologista                    |                   | 54.299      | 0,3%  | -      | 0               |
| Partit Nacional Britànic             | John Tyndall      | 14.621      | 0,1%  | -      | 0               |
| National Front                       | Tom Holmes        | 27.065      | 0,1%  | -      | 0               |
| Mebyon Kernow                        | Richard Jenkin    | 1.151       | 0,1%  | -      | 0               |